# Fijiwaaierstaart
De fijiwaaierstaart (Rhipidura layardi) is een zangvogel uit de familie Rhipiduridae (waaierstaarten). 

## Taxonomie
De vogel werd in 1877 door de Italiaanse vogelkundige Tommaso Salvadori beschreven als soort. De naam is een eerbetoon aan de Britse natuuronderzoeker Edgar Leopold Layard. Lange tijd werd dit taxon beschouwd als een ondersoort van de zogenaamde "gevlekte waaierstaart" waarin ook de Nieuw-Caledonische waaierstaart (R. verreauxi) en de vanuatuwaaierstaart (R. spilodera) als ondersoorten.

## Herkenning
De boven genoemde vogelsoorten lijken sterk op elkaar, ze zijn 17 cm lang en hebben allemaal een gestreepte (of gevlekte) borst. De vogels zijn van boven overwegend grijsbruin en hebben een witte wenkbrauwstreep.

## Verspreiding en leefgebied
Deze soort komt voor op de Fiji-eilanden. Er zijn drie ondersoorten:
- R. l. rufilateralis: Taveuni (noordelijk Fiji).
- R. l. layardi: Ovalau en Viti Levu (westelijk Fiji).
- R. l. erythronota: Vanua Levu en Yanganga (noordelijk Fiji).

De leefgebieden liggen in natuurlijk tropisch bos en in montaan subtropisch bos.